# カピラン・パロ
カピュラン・パッロ（フィンランド語: Käpylän Pallo）は、フィンランドの首都ヘルシンキのカプラ地区に本拠地を置くサッカークラブである。KäPaは略称。KäPaヘルシンキとも表記されることがある。

## タイトル

### 国内タイトル
- カッコネン:1回

2007

### 国際タイトル
- なし

## 現所属メンバー
注：選手の国籍表記はFIFAの定めた代表資格ルールに基づく。
| No. | Pos. |              | 選手名                   |
| --- | ---- | ------------ | ------------------------ |
| 1   | GK   | フィンランド | ティモ・アールトネン     |
| 2   | DF   | フィンランド | タピオ・カッロネン       |
| 3   | DF   | フィンランド | アリ・サロネン           |
| 4   | DF   | ガンビア     | サイク・セーサイ         |
| 5   | MF   | フィンランド | トッティ・オヤ           |
| 6   | DF   | フィンランド | トゥオモ・コイヴィスト   |
| 7   | MF   | フィンランド | マルコ・セリン           |
| 8   | FW   | フィンランド | ファラズ・アハディ       |
| 9   | DF   | フィンランド | チーロ・フランシス       |
| 10  | DF   | フィンランド | アキ・トゥオヴィネン     |
| 11  | MF   | フィンランド | カッレ・カルキ           |
| 12  | GK   | フィンランド | ヨーセ・ハーヴァンランミ |
| 13  | MF   | フィンランド | ヘンリ・ピーッポネン     |
| 14  | DF   | フィンランド | トウコ・ラーッコネン     |
| 15  | MF   | フィンランド | アルハジ・サヴァネー     |

| No. | Pos. |              | 選手名                           |
| --- | ---- | ------------ | -------------------------------- |
| 16  | FW   | フィンランド | フランシス・トフシバス           |
| 17  | FW   | フィンランド | タトゥ・ペンッティネン           |
| 18  | DF   | フィンランド | オット・タルヴィティエ           |
| 19  | FW   | フィンランド | イルマリ・ユロネン               |
| 20  | FW   | フィンランド | サンプサ・マキネン               |
| 21  | MF   | フィンランド | ヤニ・イーヴォネン               |
| 23  | FW   | フィンランド | サムエル・ハグルンド             |
| 25  | GK   | フィンランド | テロ・ヴェラコスキ               |
| 26  | DF   | フィンランド | ミカエル・ヴァッラ               |
| 30  | MF   | フィンランド | ヴィッレ・スパンガル             |
| 31  | MF   | フィンランド | エドゥアルド・ロドリゲス         |
| 33  | DF   | フィンランド | アンッティ＝ペッカ・ライティスト |
| 89  | DF   | フランス     | ディディエ・エマニュエル         |
| 99  | FW   | フィンランド | サロモン・ヌジタ                 |

## 過去の成績
- 2006 カッコネン・グループA 5位
- 2007 カッコネン・グループA 1位 昇格
- 2008 ウッコネン 14位 降格
- 2009 カッコネン・グループA 3位
- 2010 カッコネン・グループA 10位
- 2011 カッコネン・グループA 14位 降格
- 2012 コルモネン・セクション1 1位 昇格
- 2013 カッコネン・南部グループ 7位
- 2014 カッコネン・南部グループ 4位